# 수 라이언
수 라이언(Sue Lyon, 1946년 7월 10일 ~ 2019년 12월 26일)은 미국의 배우이다. 스탠리 큐브릭 감독의 영화 《롤리타》의 주인공 롤리타 역으로 이름을 알렸다.

## 영화
- 롤리타 (1962년 영화)
- 이구아나의 밤
- 일곱 여인
- 엘리게이터 (영화)

## 텔레비전
- 제6지대